# Százmilliárd kilométeres nagyságrend
Ez a lap a különböző nagyságrendek összehasonlítását segíti elő, 1014 és 1015 méter közötti hosszúságokat (szélességeket, magasságokat, mélységeket, átmérőket, távolságokat) sorolja fel. Az összes nagyságrendet átfogó lista a Nagyságrendek listája (hosszúság) szócikkben található meg.

## Értékek
1014 m egyenlő az alábbiakkal:
- 100 Tm (teraméter)
- 100 milliárd km
- 670 csillagászati egység

## Csillagászat
- 1014 m (670 CSE): – a heliopause távolsága
- 1,46·1014 m (975 CSE): a Szedna távolsága aphéliumban
- 1,81·1014 m (1210 CSE): egy fényhét
- 7,04·1014 m (4700 CSE): a Hyakutake üstökös távolsága aphéliumban (a jelenlegi pályáján)
- 7,77·1014 m (5180 CSE): egy fényhónap